# Al rojo vivo (La Sexta)
Al rojo vivo és un programa de la cadena d'àmbit estatal La Sexta d'anàlisi i debat de l'actualitat política tant a nivell estatal com internacional. És presentat i dirigit per Antonio García Ferreras i pels serveis informatius de la cadena. La seva primera emissió fou el 10 de gener del 2011, emitint-se en el canal germà La Sexta 2 de dilluns a divendres a les 23:00 h, assolint una quota de pantalla del 7.6% fins al 8 de juliol d'aquest mateix any. Després, la segona temporada en va començar el 5 de setembre, va passar a emetre a La Sexta, la qual va canviar el seu horari des de les 11:00 h fins a les 14:15 h.

## Presentadors i Tertulians
El presentador principal n'és Antonio García Ferreras. Tanmateix des del 2013 el substitueix i copresenta la presentadora Cristina Pardo. Alguns dels tertulians més habituals són Eduardo Inda, Francisco Marhuenda, Javier Aroca o Xavier Sardà, entre d'altres.

## Reconeixements
- Any 2012
- FesTVal de Televisió i Ràdio de Vitòria 2012: Millor Programa d'actualitat.
- Any 2013
- XXII Premis Turia 2013: millor contribució mitjans de comunicació: Al rojo vivo i Antonio García Ferreras, laSexta.
- Any 2015
- FesTVal de Televisió i Ràdio de Vitòria 2015: Al rojo vivo: Objectiu Eleccions.